# Drepanosticta pistor
Drepanosticta pistor är en trollsländeart som beskrevs av Van Tol 2005. Drepanosticta pistor ingår i släktet Drepanosticta och familjen Platystictidae. Inga underarter finns listade i Catalogue of Life.